# 俳体詩
俳体詩（はいたいし）は、明治30年代に高浜虚子、夏目漱石らによって試みられた連句形式の詩である。正岡子規は連句を文学でないとして俳句から峻別し排斥したが、この考えに疑問を持っていた虚子は、子規の没後に連句の復興運動を始め、『ホトトギス』1904年9月号に「連句論」を掲載した。俳体詩もこの「連句論」を理論的支柱とする新詩体として作りだされたもので、連句復興に賛同する漱石が試作に協力した。「俳体詩」の命名も漱石によるという。形態上は連句と共通するが、前句と付句の二句間のみに意味のつながりを持たせる連句と違い、俳体詩では三句以上にわたり一貫したモチーフを持たせる、作者も一人か、共作の場合でも二人以上にはならず、また連句のように専門的知識を必要とせず近代詩のように読むことができる。『ホトトギス』同年10月号には虚子の「俳体詩論」とともに虚子・漱石合作による俳体詩の代表作「尼」が掲載された。以後虚子・漱石を中心として推進が図られ、漱石門下の数藤五城、野間奇瓢なども俳体詩を試みたが、大きな発展は見ず比較的短い間に消えていった。